# Al Capone (film)
Al Capone è un film del 1959 diretto da Richard Wilson.
Il film è una biografia del celebre gangster Al Capone ed è interpretato da Rod Steiger, Fay Spain, Martin Balsam e James Gregory

## Trama
Chicago, 1920. Con il viso deturpato da una profonda cicatrice, Al Capone arriva dalla provincia poco prima che entri in vigore negli Stati Uniti la legge sul proibizionismo; attraverso un esponente della malavita locale, entra a far parte della banda di Johnny Torrio e comincia ad attuare il suo piano, che ha per obiettivo quello di riunire le due maggiori organizzazioni criminali della città, mettendo fine alla guerra che si fanno fra di loro. Dopo pochi anni Torrio viene ferito da un avversario e decide di ritirarsi. A questo punto, Al Capone prende il comando e inizia la sua ascesa, durata all'incirca dal 1925 al 1930, arricchendosi enormemente attraverso sale da gioco, fabbricazione e smercio di alcoolici, affari illeciti, imposizione di "protezioni" ai piccoli e grandi commercianti. Con questi mezzi e con oscure coperture politiche, Al Capone impone il suo dominio su Chicago, ma la giustizia non è in grado di procedere contro di lui, che riesce sempre a dimostrare la sua estraneità alle violenze e alle frodi che imperversano. Alla fine, con un'astuzia giuridica, il criminale viene messo sotto processo per evasione fiscale e condannato a undici anni di carcere, ma morirà prima di aver finito di scontare la pena.

## Produzione
Tra tutti i gangster, Al Capone è quello che ha fatto maggior presa sull'immaginario cinematografico. La sua leggenda è stata raccontata a partire da Piccolo Cesare (1931) e Scarface - Lo sfregiato (1932), ma poi il Codice Hays ha imposto ai produttori di non realizzare pellicole basate sulla vita di criminali realmente esistiti. Verso la fine degli anni '50 il divieto cominciò ad ammorbidirsi per una serie di motivi: l'affermarsi della televisione come mezzo di intrattenimento concorrente, che spingeva i produttori a proporre qualcosa di meno restrittivo per convincere il pubblico a recarsi nelle sale cinematografiche; la necessità di aprire alle cinematografie straniere, che spesso esprimevano una morale meno "puritana" di quella americana; l'esigenza di autonomia degli stessi sceneggiatori e registi che pretendevano una maggior libertà di espressione. 
Un primo tentativo fu fatto da produttori indipendenti per un film a basso costo, Faccia d'angelo (1957), basato sulla vita di Baby Face Nelson, produzione che fu comunque deprecata dall'allora capo dell'FBI J. Edgar Hoover. Subito dopo, la Allied Artists International annunciò di aver messo in produzione un film biografico su Al Capone. Rod Steiger, scelto come protagonista, all'inizio declinò l'offerta trovando la sceneggiatura "troppo romanzata". Interpellato più volte, alla fine accettò il ruolo ma pretese la riscrittura del copione, suggerendo di dare alla pellicola uno stile distaccato di documentazione giornalistica, che avrebbe senz'altro allontanato le eventuali critiche negative. Le riprese ebbero inizio il 16 settembre 1958 e il film fu distribuito negli Stati Uniti nel marzo 1959, con un esito commerciale soddisfacente (terzo maggior incasso dopo A qualcuno piace caldo e Lo specchio della vita).
A questo film su Al Capone ne seguirono altri: Testa o croce (1961), F.B.I. contro Al Capone (1962), Il massacro del giorno di San Valentino (1967), The Untouchables - Gli intoccabili (1987).

## Distribuzione
Fu distribuito negli Stati Uniti a partire dal 25 marzo 1959. Il 13 luglio fu presentato al Festival di Locarno, ricevendo consenso da parte del pubblico e aggiudicandosi il premio FIPRESCI. In Italia fu distribuito a partire da ottobre 1959.

## Edizione italiana
Nell'edizione italiana furono accorciate tre scene di violenza: la scena dell'eccidio della notte di San Valentino, quella tra Kelly e Al Capone nel retrobar e la scena del mitragliamento nella fabbrica di birra. Con questi tagli fu distribuito col divieto di visione ai minori di 16 anni; divieto rimosso in una nuova revisione del 1973.

## Accoglienza

### Critica
(Alberto Blandi, La Stampa, 14 luglio 1959)
(Tullio Kezich, Bianco e Nero, 1-2, gennaio-febbraio 1960)
(Massimo Sebastiani e Mario Sesti, Delitto per delitto. 500 film polizieschi: detective story, gangsterfilm, noir, thriller, spy story, 1998)